# Bahnstrecke Auray–Pontivy
| Brücke über den Blavet und Tunnel bei Saint-Nicolas-des-Eaux |                      |                                                            |                                                            |
| Streckennummer (SNCF): | 474000               |                                                            |                                                            |
| Streckenlänge: | 55 km                |                                                            |                                                            |
| Spurweite: | 1435 mm (Normalspur) |                                                            |                                                            |
| Maximale Neigung: | 14 ‰                 |                                                            |                                                            |
| Streckengeschwindigkeit: | 60 km/h              |                                                            |                                                            |
| |                      |                                                            |                                                            |
| \| \| \| Kilometrierung von Paris-Austerlitz über Tours und Nantes \| \| \| \| \| Bahnstrecke Savenay–Landerneau von Vannes \| \| \| \| 584,946 \| Auray ⊙ (36 m) \| Auray ⊙ (36 m) \| \| \| 585,758 \| Bahnstrecke Auray–Quiberon \| Bahnstrecke Auray–Quiberon \| \| \| 588,986 \| Bahnstrecke Savenay–Landerneau ⊙ nach Lorient \| Bahnstrecke Savenay–Landerneau ⊙ nach Lorient \| \| \| 596,521 \| Pluvigner ⊙ (70 m) \| Pluvigner ⊙ (70 m) \| \| \| 604,630 \| Lambel – Camors ⊙ (100 m) \| Lambel – Camors ⊙ (100 m) \| \| \| \| Chemins de fer du Morbihan von Locminé \| \| \| \| 610,316 \| Baud ⊙ (33 m) \| Baud ⊙ (33 m) \| \| \| \| Chemins de fer du Morbihan ⊙ nach Port-Louis \| \| \| \| \| Chemins de fer du Morbihan nach Plouay \| \| \| \| 611,21x \| Ével \| Ével \| \| \| 611,435 \| Tunnel von Bot-Chosse ⊙ \| (131 m) \| \| \| 611,64x \| Brücke von Trémorin \| Blavet \| \| \| 615,17x \| Brücke von Saint-Adrien \| Blavet \| \| \| \| Tréblavet bis 1890 \| \| \| \| 619,953 \| Saint-Rivalain ⊙ bis 1900 „Boterneau“ \| (38 m) \| \| \| 624,45x \| Brücke von Gueltas \| Blavet \| \| \| 624,79x \| Tunnel von Castennec ⊙ \| (144 m) \| \| \| 624,87x \| Brücke von Saint-Nicolas \| Blavet \| \| \| 624,920 \| Saint-Nicolas-des-Eaux ⊙ (47 m) \| Saint-Nicolas-des-Eaux ⊙ (47 m) \| \| \| 625,55x \| Brücke von Strat \| Blavet \| \| \| 630,060 \| Rimaison \| Rimaison \| \| \| \| Gleisanschluss Düngerfabrik \| \| \| \| \| Chemins de fer du Morbihan ⊙ von Moulin-Gilet nach Pontivy \| \| \| \| 639,48x \| \| Blavet (46 m) \| \| \| 639,906546,976 \| Pontivy ⊙ (Ex-Napoléonville) (58 m) \| Pontivy ⊙ (Ex-Napoléonville) (58 m) \| \| \| \| Gleisanschluss Getreidelager \| \| \| \| \| Bahnstrecke Saint-Brieuc–Pontivy nach Saint-Brieuc \| \| |                      |                                                            |                                                            |
| Strecke |                      | Kilometrierung von Paris-Austerlitz über Tours und Nantes  | Kilometrierung von Paris-Austerlitz über Tours und Nantes  |
| Strecke |                      | Bahnstrecke Savenay–Landerneau von Vannes                  | Bahnstrecke Savenay–Landerneau von Vannes                  |
| Bahnhof | 584,946              | Auray ⊙ (36 m)                                             | Auray ⊙ (36 m)                                             |
| Abzweig geradeaus und nach links | 585,758              | Bahnstrecke Auray–Quiberon                                 | Bahnstrecke Auray–Quiberon                                 |
| Abzweig geradeaus und nach links | 588,986              | Bahnstrecke Savenay–Landerneau ⊙ nach Lorient              | Bahnstrecke Savenay–Landerneau ⊙ nach Lorient              |
| ehemaliger Bahnhof | 596,521              | Pluvigner ⊙ (70 m)                                         | Pluvigner ⊙ (70 m)                                         |
| ehemaliger Bahnhof | 604,630              | Lambel – Camors ⊙ (100 m)                                  | Lambel – Camors ⊙ (100 m)                                  |
| Strecke von rechts (außer Betrieb) · Strecke |                      | Chemins de fer du Morbihan von Locminé                     | Chemins de fer du Morbihan von Locminé                     |
| Bahnhof (Strecke außer Betrieb) · Dienststation / Betriebs- oder Güterbahnhof | 610,316              | Baud ⊙ (33 m)                                              | Baud ⊙ (33 m)                                              |
| Strecke nach links (außer Betrieb) · Kreuzung geradeaus unten (Querstrecke außer Betrieb) · Abzweig quer und von rechts (Strecke außer Betrieb) |                      | Chemins de fer du Morbihan ⊙ nach Port-Louis               | Chemins de fer du Morbihan ⊙ nach Port-Louis               |
| Strecke · Strecke nach links (außer Betrieb) |                      | Chemins de fer du Morbihan nach Plouay                     | Chemins de fer du Morbihan nach Plouay                     |
| Brücke über Wasserlauf | 611,21x              | Ével                                                       | Ével                                                       |
| Tunnel | 611,435              | Tunnel von Bot-Chosse ⊙                                    | (131 m)                                                    |
| Brücke über Wasserlauf | 611,64x              | Brücke von Trémorin                                        | Blavet                                                     |
| Brücke über Wasserlauf | 615,17x              | Brücke von Saint-Adrien                                    | Blavet                                                     |
| ehemaliger Haltepunkt / Haltestelle |                      | Tréblavet bis 1890                                         | Tréblavet bis 1890                                         |
| ehemaliger Bahnhof | 619,953              | Saint-Rivalain ⊙ bis 1900 „Boterneau“                      | (38 m)                                                     |
| Brücke über Wasserlauf | 624,45x              | Brücke von Gueltas                                         | Blavet                                                     |
| Tunnel | 624,79x              | Tunnel von Castennec ⊙                                     | (144 m)                                                    |
| Brücke über Wasserlauf | 624,87x              | Brücke von Saint-Nicolas                                   | Blavet                                                     |
| ehemaliger Bahnhof | 624,920              | Saint-Nicolas-des-Eaux ⊙ (47 m)                            | Saint-Nicolas-des-Eaux ⊙ (47 m)                            |
| Brücke über Wasserlauf | 625,55x              | Brücke von Strat                                           | Blavet                                                     |
| ehemaliger Haltepunkt / Haltestelle | 630,060              | Rimaison                                                   | Rimaison                                                   |
| Abzweig geradeaus und von rechts |                      | Gleisanschluss Düngerfabrik                                | Gleisanschluss Düngerfabrik                                |
| Kreuzung geradeaus unten (Querstrecke außer Betrieb) |                      | Chemins de fer du Morbihan ⊙ von Moulin-Gilet nach Pontivy | Chemins de fer du Morbihan ⊙ von Moulin-Gilet nach Pontivy |
| Brücke über Wasserlauf | 639,48x              |                                                            | Blavet (46 m)                                              |
| Dienststation / Betriebs- oder Güterbahnhof | 639,906546,976       | Pontivy ⊙ (Ex-Napoléonville) (58 m)                        | Pontivy ⊙ (Ex-Napoléonville) (58 m)                        |
| Abzweig geradeaus und von links |                      | Gleisanschluss Getreidelager                               | Gleisanschluss Getreidelager                               |
| Strecke (außer Betrieb) |                      | Bahnstrecke Saint-Brieuc–Pontivy nach Saint-Brieuc         | Bahnstrecke Saint-Brieuc–Pontivy nach Saint-Brieuc         |

Die Bahnstrecke Auray–Pontivy ist eine französische Bahnstrecke, die die Stadt Pontivy mit Auray verbindet. Sie liegt vollständig im bretonischen Département Morbihan. Die nur noch im Güterverkehr verwendete Strecke ist eingleisig und nicht elektrifiziert. Sie wird von SNCF Réseau bewirtschaftet und hat dort die Nummer 474 000.

## Geschichte

### Chronologie
- 20. Juni 1855: Erteilung der Konzession an die Compagnie du chemin de fer de Paris à Orléans (PO)[1]
- 18. Dezember 1864: Eröffnung der Strecke[2]
- 2. Oktober 1949: Offizielle Einstellung des Personenverkehrs[3]

### Vorgeschichte
Am 14. Juni 1855 erhielt die Compagnie du chemin de fer de Paris à Orléans (PO) die Konzession für die spätere Bahnstrecke Savenay–Landerneau mit der Auflage, eine Abzweigung nach „Napoléonville“, wie Pontivy damals hieß, zu errichten. Wo diese Zweigstrecke den Hauptast verlassen würde, war noch offen. Die Strecke sollte innerhalb von neun Jahren eröffnet werden. Die Strecke, Brücken und Tunnel sollten auf zwei Gleise ausgelegt, aber vorerst nur mit einem Gleis belegt werden; die öffentliche Hand könnte den Bau des zweiten Gleises anordnen, wenn der Verkehr es erfordere. Die Flächen für das zweite Gleis müssten erworben und freigehalten werden. Die Steigung durfte nicht über 12 mm pro Meter liegen.
Die Konzession wurde mit kaiserlichem Dekret am 20. Juli 1855 in Kraft gesetzt.

### Planungen
Die Auswahl der Trasse und der Abzweigung vom Hauptast war Gegenstand längerer Verhandlungen. Napoléon III sah Napoléonville als eine zentrale Drehscheibe im Zentrum der Bretagne, die als wichtige Garnisonsstadt mit dem Marinestützpunkt Lorient zu verbinden wäre. Die Prinzessin Élisa Napoléone Baciocchi, die ein Schloss bei Colpo besaß, bevorzugte Vannes. Auch Auray, Brandérion, Hennebont und Landévant waren Kandidaten für den Bahnknoten.
1858 stellte die PO den ersten Trassenentwurf für die Zweigstrecke nach Napoléonville vor. Sie hatte sich entschieden, die Strecke in Auray beginnen zu lassen. Dort hatte sie direkt Anschluss an einen Hafen, die Strecke würde gleichermaßen nach Lorient und Vannes führen. Hinter Auray führte die Strecke durch die Täler des Loc'h und seiner Nebenflüsse, querte unterirdisch den Höhenrücken von Camors, stieg in das Tal des Ével hinab und wieder nach Baud (Morbihan) hinauf; die Stadt sollte berührt werden, indem ein Tunnel durch die engste Stelle der Hügel geschlagen werden sollte, auf denen die Stadt liegt. Die geplante Linie führte weiter über die Hochebene von Pluméliau, um dann über Saint-Thuriau auf Napoléonville zuzuführen. Diese Trasse wurde jedoch nicht angenommen.
1859 liefen Untersuchungen zu verschiedenen Fragen; der Stadtrat von Pontivy diskutierte über die Lage des Bahnhofes, die diejenige einer noch zu bauenden Kirche beeinflussen könnte. 1860 fanden die PO und die Vertreter von Napoléonville eine Lösung für den Standort des Bahnhofes.
1861 wurde der Bau der Bahnstrecke Saint-Brieuc–Pontivy beschlossen, die die Stadt im Nordosten an die Bahnstrecke Paris–Brest der Chemins de fer de l’Ouest (Ouest) anschließen sollte und eine direktere Verbindung nach Rennes und Paris bot. Ein Gutachten ergab daraufhin, dass Auray ein günstigerer Ort für den Abzweig als Vannes sei. Am 17. Juni 1862 wurde im Verkehrsministerium endgültig entschieden, dass die Linie in Auray beginnen solle. Dies war ein Kompromiss, der sowohl die einfache Anbindung an Lorient als größter Stadt im Département und Marinehafen, als auch die nach Vannes als Präfektur ermöglichte. Entgegen den Vorplanungen sollte nun bei und nördlich Baud nicht über die Hochebene, sondern durch das Tal des Blavet gebaut werden. Dadurch wurden einige Brücken und Tunnel notwendig.

### Bau

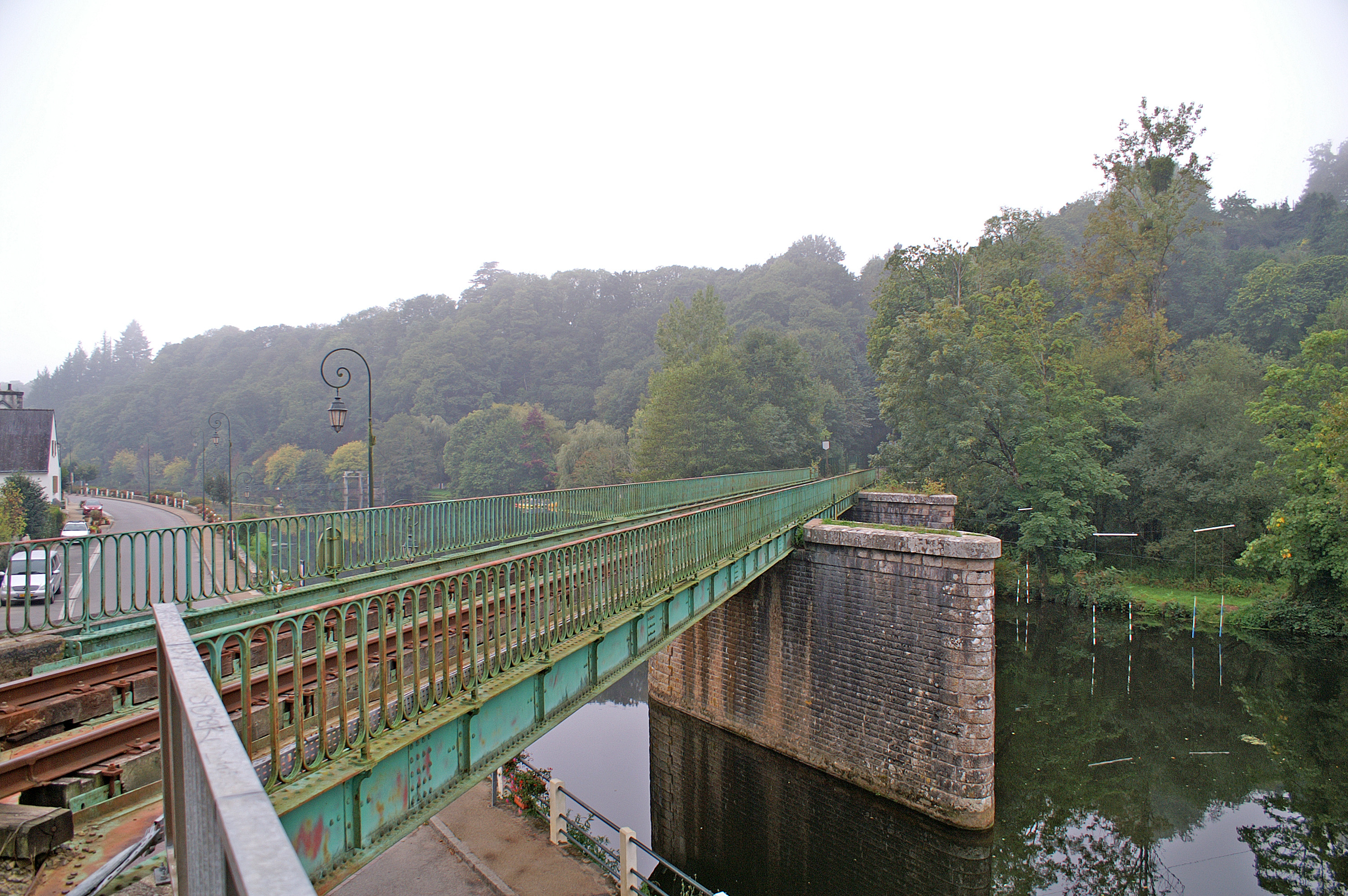
Brücke von Saint-Nicolas; die Pfeiler sind für zwei Gleise ausgelegt.

Die Bahnstrecke war für zwei Gleise vorgesehen, aber nur eins wurde verlegt. Die Tunnel und die Brücken sind für zwei Gleise ausgelegt.
Der Bau wurde in mehreren Losen vergeben. Der Unterbau bei Pluvigner, der 17 km umfasste, wurde dem Unternehmen Perrichon übertragen, die 15 km bei Baud an Ferron; die 19 km bei Napoléonville sowie Schotter und Gleise der gesamten Strecke gingen an Catiant & Allard; die Stahlbrücken über den Blavet wurden aus Le Creusot geliefert.
1863 gingen die Arbeiten voran, die Gründungen für alle Brücken waren erstellt oder sollten es in der Saison ohne Schiffsbetrieb werden. Die unterirdischen Bauarbeiten bei Botchosse und Saint-Nicolas hatten begonnen und auf dem Rest der Strecke wurden keine Probleme erwartet. Die Lage der Bahnhöfe stand fest, nur zu demjenigen bei Baud gab es Einsprüche und Gegengutachten.
Im Juli 1864 waren die Bauarbeiten weit fortgeschritten, die Fahrbahnplatten auf den Brücken und das Einschottern des Gleises waren in Arbeit. Der Bauleiter erwartete die Eröffnung für November.

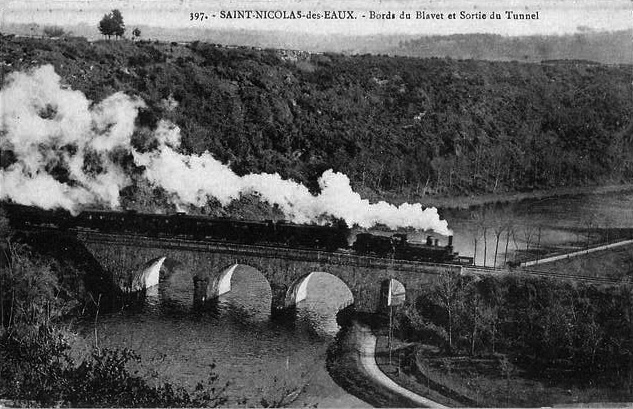
Dampfbetrieb auf der Brücke von Gueltas um 1900.

Die Strecke wurde am 18. Dezember 1864 eröffnet.

### Die Strecke im Betrieb
1872 wurde die Verlängerung nach Saint-Brieuc in Betrieb genommen, damit war durchgehender Nord-Süd-Verkehr möglich.
Die Chemins de fer du Morbihan (CM) betrieben von 1902 bis 1947 ein meterspuriges Kleinbahnnetz. In Baud lag ihr Bahnhof dem dieser Strecke gegenüber; in Pontivy hingegen lag der CM-Bahnhof auf der anderen Seite des Blavet.
Die Linie wurde 1934 von den chemins de fer de l’État (État) übernommen, mit der Verstaatlichung des Bahnnetzes kam sie 1938 zur SNCF.
Am 2. Oktober 1949 endete offiziell der Personenverkehr, tatsächlich fuhren sie jedoch bis 1951 und danach gab es bis in die 1960er Jahre Sonderfahrten mit Personenzügen. Bis 1987 fuhren Personenzüge von Pontivy nach Saint-Brieuc, heute ist die Stadt nur per Bus an das öffentliche Personenverkehrsnetz angebunden.
1997 bis 2014 gehörte die Infrastruktur zum Réseau ferré de France (RFF).
Es blieb Güterverkehr mit Diesellokomotiven. Die Strecke nach Saint-Brieuc ist mittlerweile nördlich von Saint-Gérand unterbrochen, so dass der Güterverkehr nur noch über Auray läuft.

## Streckenbeschreibung

### Verlauf
Etwa 4 km westlich des Bahnhofs Auray zweigt die Strecke auf 34 m Höhe von der Bahnstrecke Savenay–Landerneau ab. Sie passiert Pluvigner und steigt bis Cambel auf 97,5 m Höhe an, danach steigt sie zum Bahnhof Baud ab, überquert den Ével und erreicht durch einen Tunnel den Blavet auf 29,5 m Höhe. Sie folgt dem Flusstal hinauf und quert ihn dabei mehrfach, kurz vor Saint-Nicolas-des-Eaux wird eine Flussschleife im Tunnel abgeschnitten. In Pontivy hat die Strecke wieder eine Höhe von 59 m.

### Bauwerke
Die Strecke weist zwei kürzere Tunnel auf. Zum einen der 131 m lange Tunnel von Bot-Chasse und zum anderen der 144 m lange Tunnel von Castenec. Es gibt sechs Flussbrücken über den Blavet und 127 kleinere Ingenieurbauwerke wie Bachdurchlässe oder Wegebrücken. Mit Ausnahme der Überbauten der Flussbrücken sind sie für zwei Gleise angelegt, waren aber immer nur eingleisig in Benutzung. Anfangs gab es 23 Bahnübergänge mit Wärterhäuschen.

## Bedienung

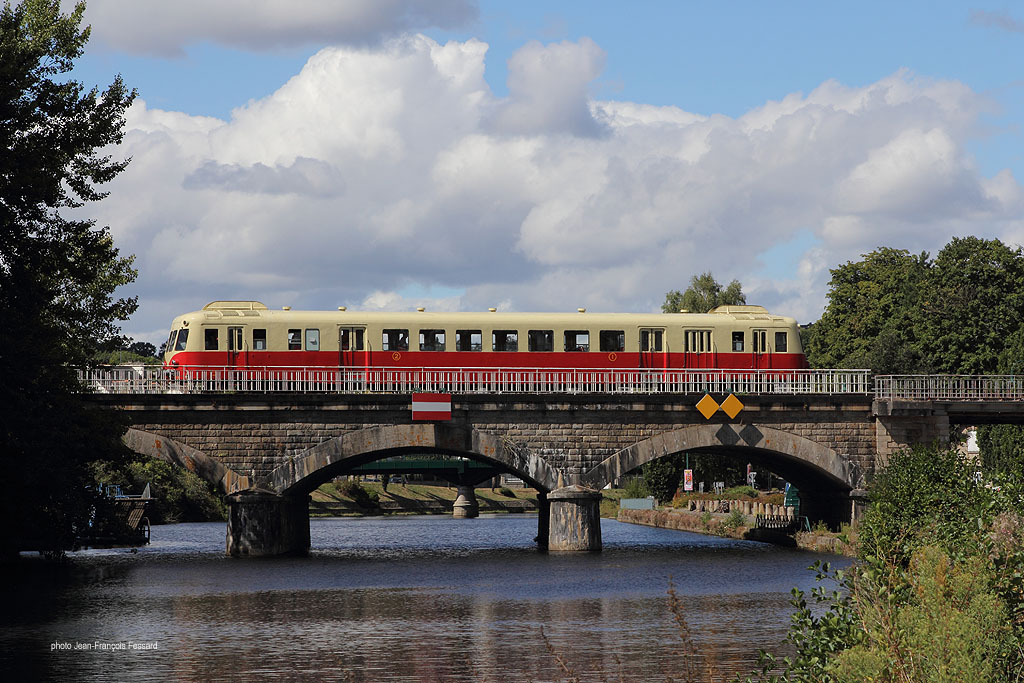
Sonderfahrt mit einem SNCF X 2400 auf der Brücke in Pontivy, 2013

### Güterverkehr
Auf der Strecke werden landwirtschaftliche Produkte von einem Gleisanschluss zwischen Pontivy und Saint-Gérand und Dünger aus einer Fabrik im südlichen Industriegebiet von Pontivy transportiert. Die Transporte werden durch Euro Cargo Rail durchgeführt.

### Touristische Sonderfahrten
Auf der Strecke gibt es mehrmals jährlich touristische Sonderfahrten unter dem Namen Train Blavet Océan, die von der Organisation PARB'ER organisiert werden. Die Organisation versucht, den Reiseverkehr wiederzubeleben.

## Bilder

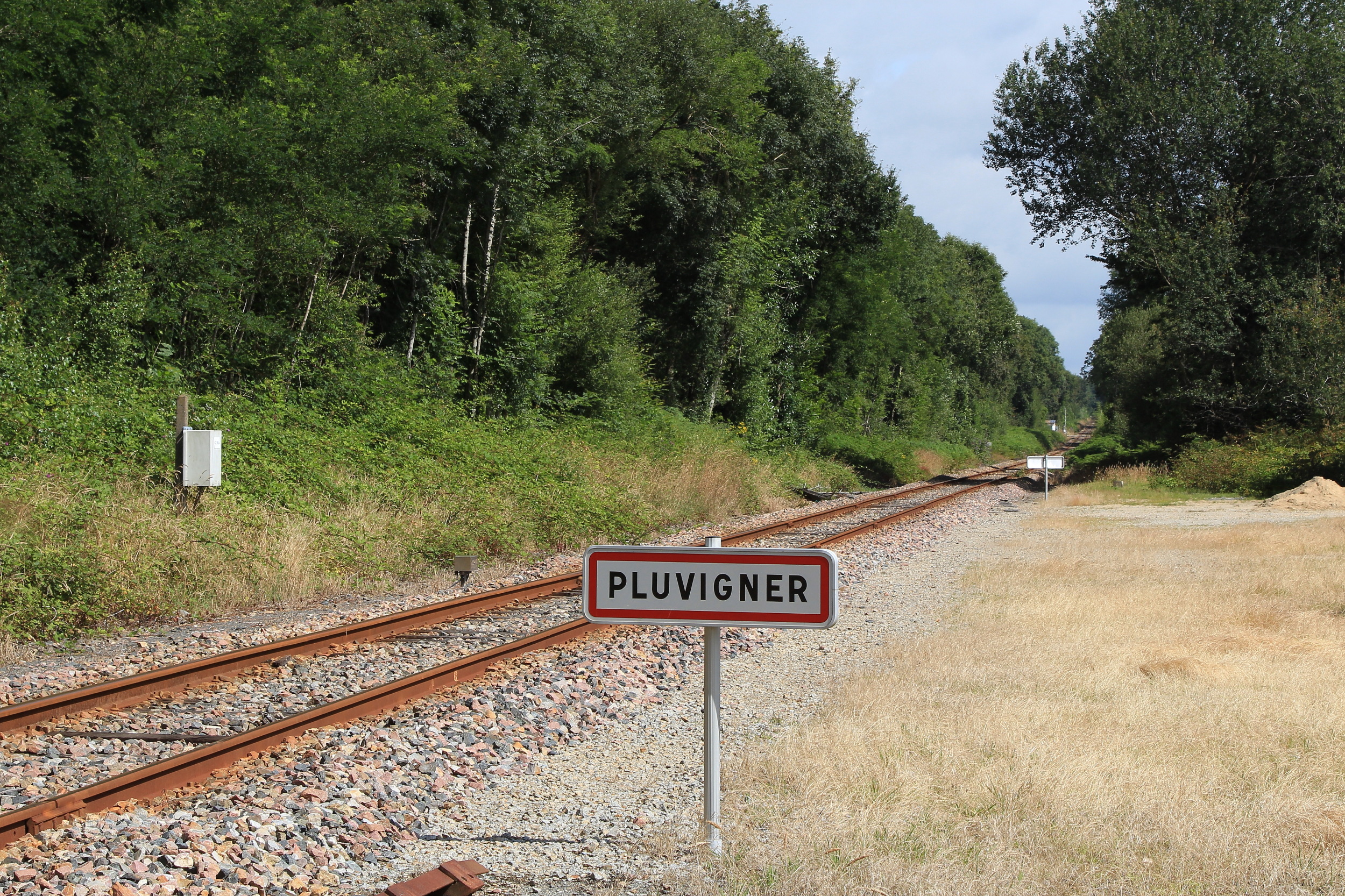
Ehem. Bf. Pluvigner
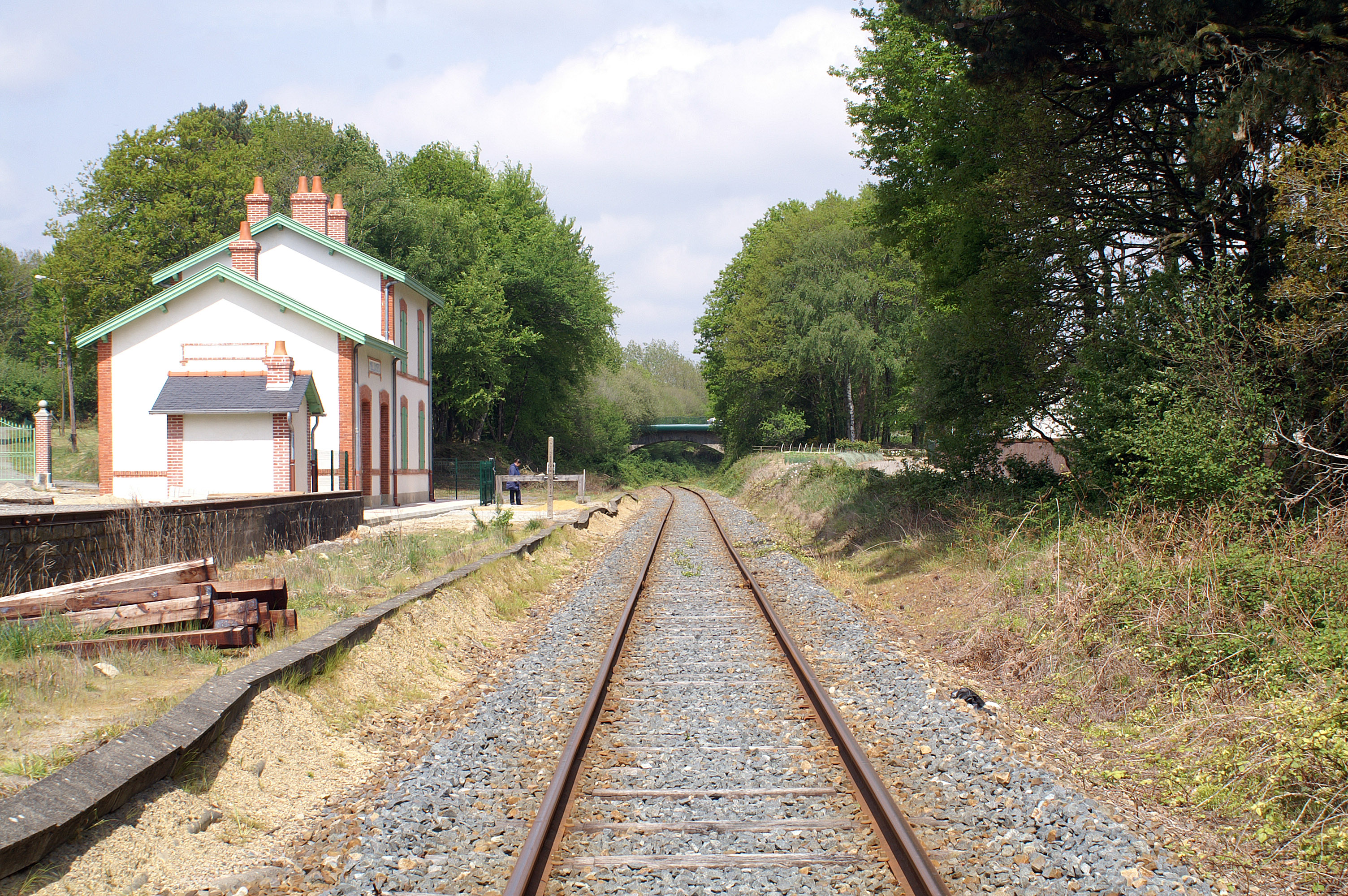
Ehem. Bf. Lambel – Camors
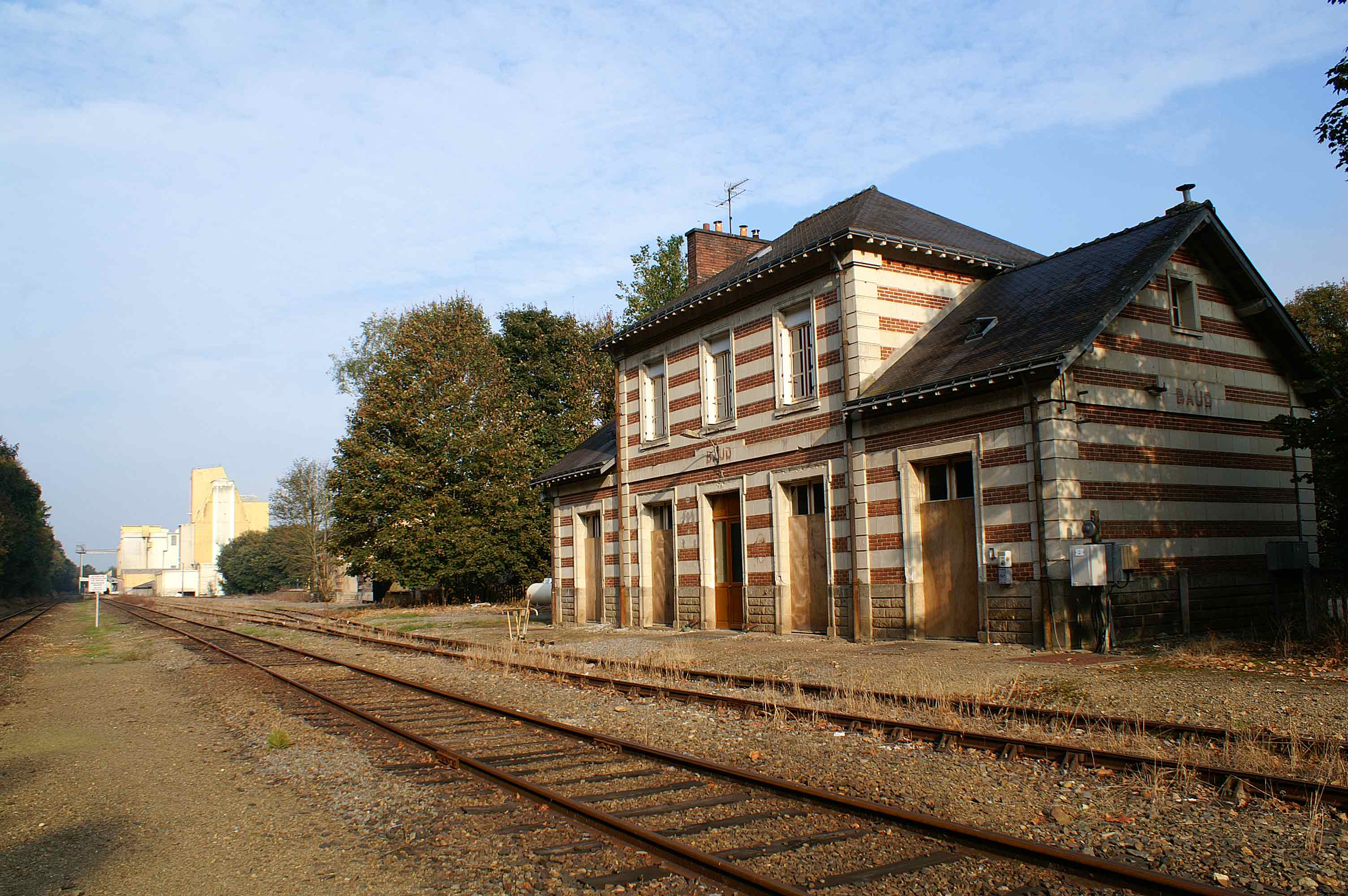
Bahnhof Baud
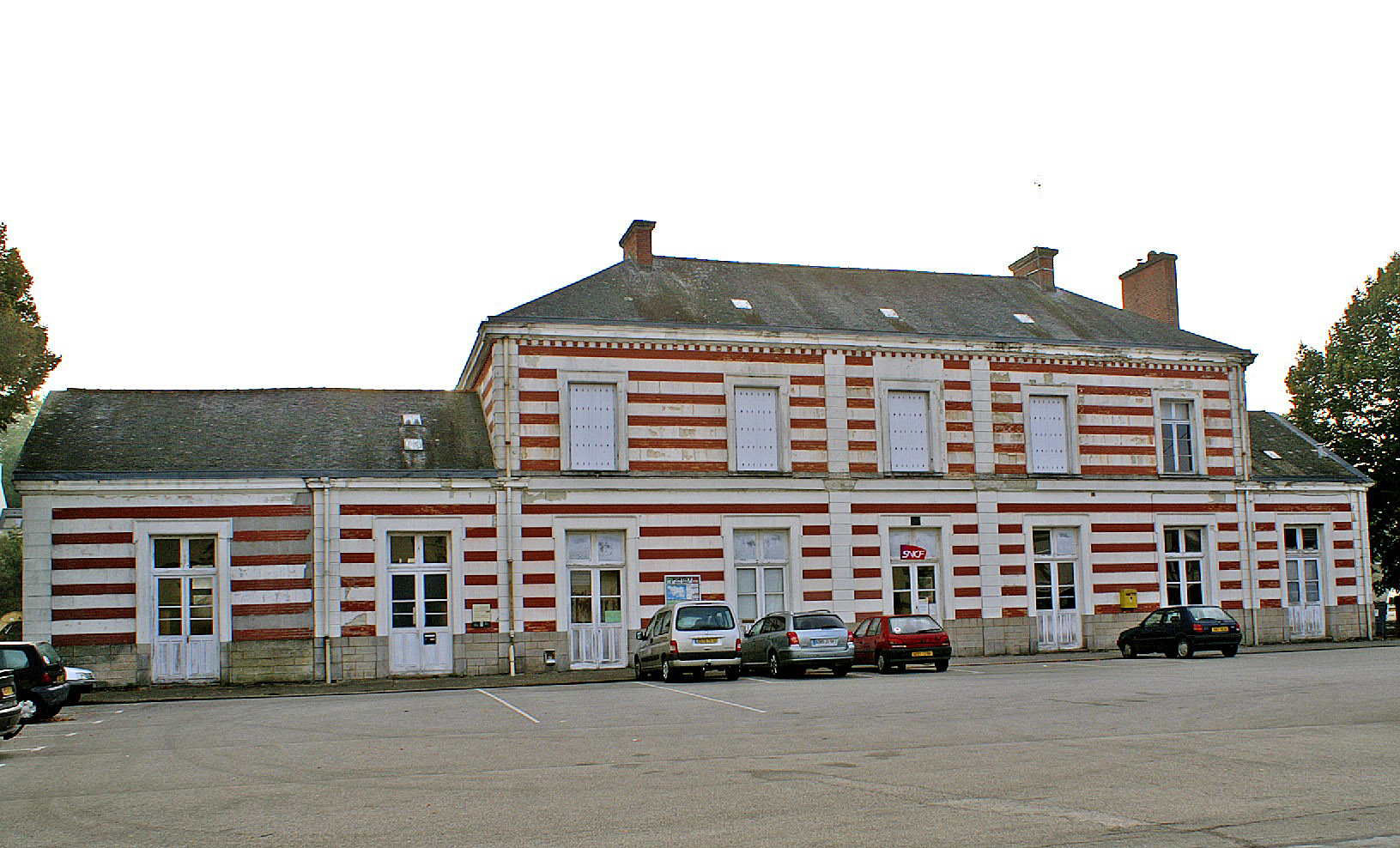
Bahnhof Pontivy